# Syrcewo
Syrcewo (bułg. Сърцево) – wieś w Bułgarii, w obwodzie Sliwen, w gminie Twyrdica. Według danych szacunkowych Ujednoliconego Systemu Ewidencji Ludności oraz Usług Administracyjnych dla Ludności, 15 czerwca 2020 roku miejscowość liczyła 24 mieszkańców.